# Nothobranchius elongatus
Nothobranchius elongatus är en fiskart som beskrevs av Wildekamp 1982. Nothobranchius elongatus ingår i släktet Nothobranchius och familjen Nothobranchiidae. IUCN kategoriserar arten globalt som sårbar. Inga underarter finns listade i Catalogue of Life.